# Cynometra novo-guineensis
Cynometra novo-guineensis är en ärtväxtart som beskrevs av Elmer Drew Merrill och Lily May Perry. Cynometra novo-guineensis ingår i släktet Cynometra, och familjen ärtväxter. Inga underarter finns listade i Catalogue of Life.